# 太尉宫
太尉宫，是位于中国福建省宁德市蕉城区漳湾镇兰田村的一个清代古建筑，宁德市（县级）人民政府于1992年12月将其公布为第二批县级文物保护单位。
太尉宫占地面积736平方米，始建于清朝康熙三十五年（1696年），嘉庆九年（1804年）重修，整体建筑有戏台（光绪十一年，即1885年时增建）、中亭和大殿等结构，大殿为抬梁穿斗式木构悬山顶，高约7米。